# スコット・アレクサンダー&ラリー・カラゼウスキー
スコット・アレクサンダー（Scott Alexander, 1963年6月16日 - ）とラリー・カラゼウスキー（Larry Karaszewski, ([ˌkærəˈzjuːski]; 1961年11月20日 - ）は、アメリカ合衆国の脚本家チームである。2人は南カリフォルニア大学でルームメイトとして知り合い、1985年に映画芸術学部を卒業した。

## キャリア
1990年のコメディ映画『プロブレム・チャイルド/うわさの問題児』で初めて商業的に成功するも、同時に批評家から酷評された。2人はもともとの脚本構想ではそれは洗練されたブラック・コメディ作品であったが、スタジオによりそれがわからない状態にされたと主張している。
1994年、2人はティム・バートンにエド・ウッドの伝記映画を監督するように頼みこむ。2人は6週間で脚本を書き上げた。『エド・ウッド』は成功し、その後も『ラリー・フリント』、『マン・オン・ザ・ムーン』、『ボブ・クレイン 快楽を知ったTVスター』といった伝記映画を手がけた、
この他にスティーヴン・キングの短編を原作とした『1408号室』の脚本を手がけた他、『マーズ・アタック!』や『ハルク』のリライトをノンクレジットで行っている。2000年に2人は『スクリュード/ドジドジ大作戦 』で監督デビューするも批評家に酷評されている。
2014年に2人は画家のマーガレット・キーンを描いたバートン監督の伝記映画『ビッグ・アイズ』を手がけた。さらに2人はストップモーション版の『アダムス・ファミリー』でもバートンと組む予定であったが、こちらの企画は2013年に頓挫している。
2014年より2人は実際の事件の題材としたクライム・テレビシリーズ『アメリカン・クライム・ストーリー』の作業を始めた。O・J・シンプソン事件を描いた『アメリカン・クライム・ストーリー/O・J・シンプソン事件』は2016年にFXで放送され、第68回プライムタイム・エミー賞の4部門で受賞した。

## フィルモグラフィ

### 映画
| 年   | 日本語題 原題                                       | 備考       |
| ---- | --------------------------------------------------- | ---------- |
| 1990 | プロブレム・チャイルド/うわさの問題児 Problem Child | 脚本       |
| 1991 | プロブレム・チャイルド2 Problem Child 2             | 脚本       |
| 1994 | エド・ウッド Ed Wood                                | 脚本       |
| 1996 | ラリー・フリント The People vs. Larry Flynt         | 脚本       |
| 1997 | 誘拐騒動/ニャンタッチャブル That Darn Cat           | 脚本       |
| 1999 | マン・オン・ザ・ムーン Man on the Moon              | 脚本       |
| 2000 | スクリュード/ドジドジ大作戦 Screwed                 | 脚本・監督 |
| 2002 | ボブ・クレイン 快楽を知ったTVスター Auto Focus      | 製作       |
| 2003 | エージェント・コーディ Agent Cody Banks             | 脚本       |
| 2007 | 1408号室 1408                                       | 脚本       |
| 2014 | ビッグ・アイズ Big Eyes                             | 脚本・製作 |
| 2015 | グースバンプス モンスターと秘密の書 Goosebumps      | 原案       |
| 2019 | ルディ・レイ・ムーア Dolemite Is My Name            | 脚本       |

### テレビシリーズ
| 年          | 日本語題 原題                                         | 備考                   |
| ----------- | ----------------------------------------------------- | ---------------------- |
| 1993-1994   | Problem Child                                         | 企画・製作総指揮       |
| 2016-継続中 | アメリカン・クライム・ストーリー American Crime Story | 企画・脚本・製作総指揮 |